# Світ льоду та полум'я
«Світ льоду та полум'я» (англ. The world of Ice & Fire) є супутньою книгою до серії фентезі Джорджа Р. Р. Мартіна «Пісня льоду та полум'я». Написана Джорджом Мартіном, Еліо М. Гарсіа молодшим та Ліндою Антонссон, була опублікована 28 жовтня 2014 року. Це путівник вигаданого світу Дж. Мартіна, який описано в його циклі книг «Пісня льоду та полум'я», та містить численні ілюстрації, сімейні дерева і детальні карти.

## Створення

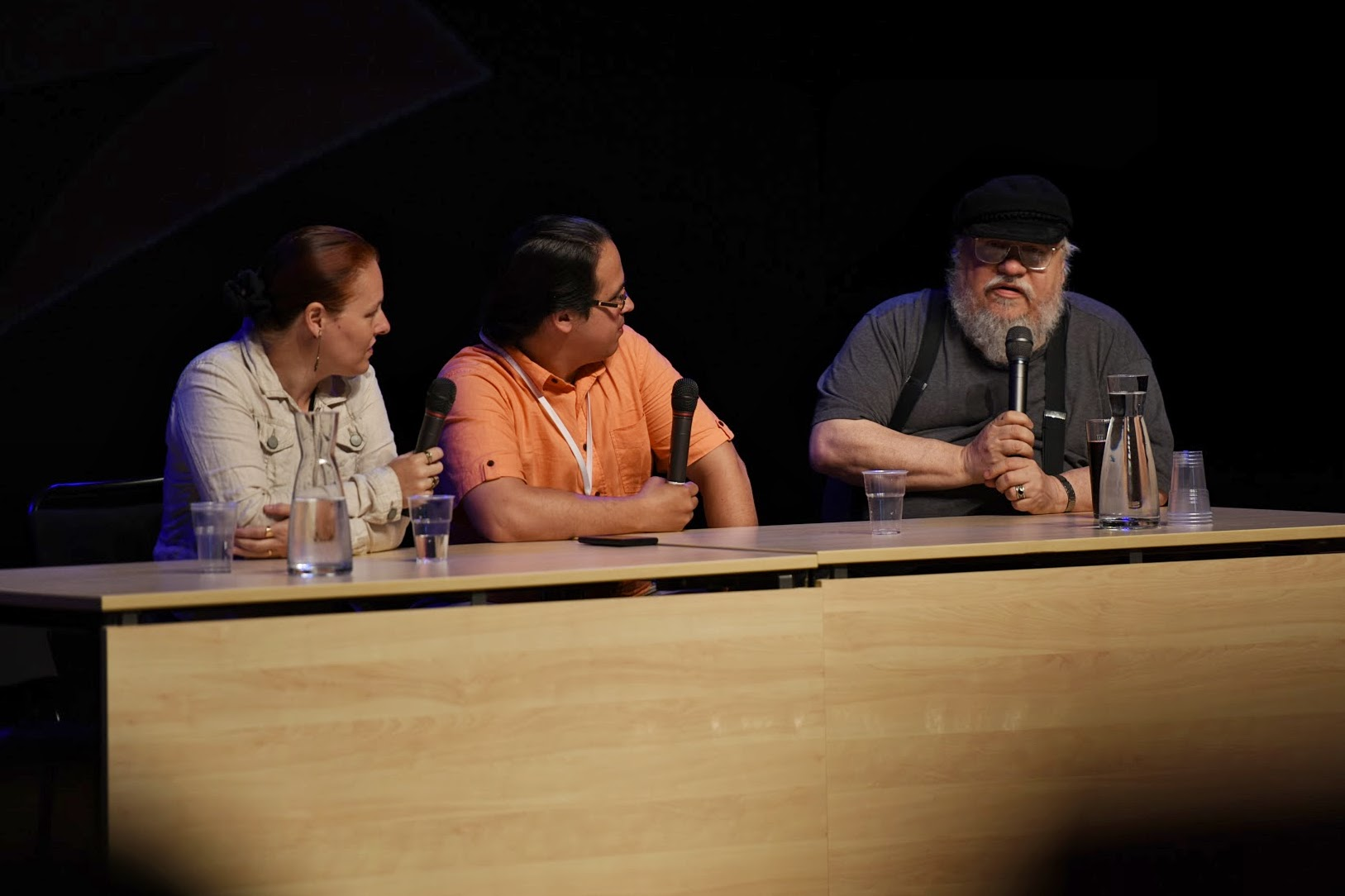
Лінда Антонссон, Еліо Гарсія та Джордж Р. Р. Мартін на панелі 2015 року в Архіпелаконі, Марієгамн

Еліо Гарсія та Лінда Антонссон очолюють фан-сайт "Пісні льоду та полум'я " Westeros.org. Джордж Р. Р. Мартін залучив їх у 2006 році для допомоги у створенні путівника, який він планував завершити до 2008 року.
Еліо та Лінда зібрали історичні посилання з циклу книг «Пісні льоду та полум'я», а Джордж Мартін писав та доповнював історії. Але матеріалу виявилось настільки багато, що це не відповідало оригінальній концепції ілюстрованого путівника. Тому Джордж Мартін видалив свої історії, які були боковими відгалудженнями сюжету, а решту скоротили Гарсія та Антонссон. Частина видаленого матеріалу з'явилася в антологіях Гарднера Дозоіса «Небезпечні жінки» (як «Принцеса та королева»), «Розбійники» (як «Принц -ізгой») і «Книга мечів» (як «Сини дракона»). Згодом ці повісті увійшли до іншого твору письменника «Вогонь і кров (2018)».
Щодо порівняння «Світу льоду та полум'я» з «Сильмариліоном» Джона Р. Р. Толкіна, Джордж Мартін уточнив, що, хоча його книга містить базовий огляд багатьох сфер його вигаданого світу, він планує колись опублікувати більш обширний том, зосереджуючись насамперед на історії сім'ї Таргарієнів, який він жартома називав GRRMarillion. Оскільки плани щодо можливої другої супутньої книги стали реальними, Мартін заявив, що вона матиме офіційну назву «Вогонь і кров».

## Зміст
Формат путівника «Світу льоду та полум'я» навмисно копіює «справжню історичну книгу», в якій джерела можуть суперечити одне одному.
У книзі детально описано історію Семи Королівств, яку виклав мейстер Яндель, від доісторичної епохи до правління Роберта І Баратеона. Мейстер писав цей твір саме для короля Роберта І, згодом для його наступника — Джофри Баратеона. Але Яндель пережив смерть обох королів і дописавши свій твір, присвятив його Томмену Баратеону.
Світ льоду та полум'я розділений на частини:
- Стародавня історія — починаючи з Епохи світанку і закінчуючи Загибеллю Валірії
- Правління драконів — розповідає про завоювання Ейгона
- Королі Таргарієнів — про правління всіх королів Таргарієнів, починаючи від короля Егона I Таргарієна та закінчуючи правлінням короля Ейріса II Таргарієна
- Падіння драконів — про рік помилкової весни, повстання Роберта Баратеона та його наслідки.
- Славне правління — правління Роберта І Баратеона.
- Сім Королівств — історії про Північ, Стіну та за її межами, Річкові землі, Долину, Залізні острови, Західні землі, Простор, Штормові землі та Дорн.
- За Королівствами Заходу — Вільні міста та землі на схід від них.
- Додатки, що складається з генеалогічного дерева дому Таргарієнів, генеалогічного дерева дому Старків, генеалогічного дерева дому Ланністерів і огляду правління королів.

## Ілюстрації
Мартін тісно співпрацював з художниками, щоб відтворити персонажів і місця, як він сам їх уявляв, на відміну від того, як вони можуть бути зображені в серіалі HBO «Гра престолів» та інших медіа, таких як комікси та ігри. У липні 2013 року Джордж Мартін оголосив про путівник, опублікувавши допис у блозі, в якому хвалив малюнок Марка Симонетті із зображенням Залізного трону для «Світ льоду та полум'я», як дуже близький до його власного уявлення про трон порівняно з версією телесеріалу. Мартін сказав, що він хотів, щоб книга була повністю ілюстрована зображеннями «найкращих ілюстраторів фентезі у світі».
У «Світі льоду та полум'я» представлені ілюстрації від 27 художників: Rene Aigner, Ryan Barger, Arthur Bozonnet, José Daniel Cabrera Peña, Jennifer Sol Cai, Thomas Denmark, Jennifer Drummond, Jordi González Escamilla, Michael Gellatly, Tomasz Jedruszek, Michael Komarck, John McCambridge, Mogri, Ted Nasmith, Karla Ortiz, Rahedie Yudha Pradito, Dhian Prasetya, Paolo Puggioni, Jonathan Roberts, Thomas Siagian, Marc Simonetti, Chase Stone, Philip Straub, Justin Sweet, Nutchapol Thitinunthakorn, Magali Villeneuve and Douglas Wheatley.

## Український переклад
Книга поки що не вишла в Україні, але існує неофіційний переклад Вячеслава Бродового, який розміщений на його сайті «Хата на тризубі». Вирізняється переклад використанням української історичної лексики. Як зазначає сам перекладач, ключова ідея полягала в тому, щоб адаптувати мову перекладу з використанням українських старожитностей, надати їй виразного східноєвропейського колориту, де б у титулах, звертаннях, побутових назвах, військових термінах, у двірському пишномов'ї та посполитих теревенях чулося відлуння старої Русі-України, Литви, Речі Посполитої, козацтва, а подеколи й різноманітних наших сусідів: чехів, угорців, татар, москвинів тощо.